# Хенри Картер
Хенри Ван Дајк Картер (енгл. Henry Vandyke Carter; Кингстон на Халу, 22. мај 1831 — Скарборо, 4. мај 1897) је био енглески лекар, анатом, хирург и уметник, творац илустрација за медицински уџбеник из анатомије Хенрија Греја —„Грејова анатомија“ (енгл. Gray’s Anatomy).

## Живот и дело
Хенри Ван Дајк Картер се родио 22. мај 1831. у Кингстону на Халу, Велика Британија, као најстарији син сликара Хенрија Барлоа Картера (енгл. Henry Barlow Carter 1805 — 1867) и мајке Елизе рођене Барлоу. Његов брат Џозеф Невингтон Картер (1835—1871) је такође био сликар. Картеров биограф, Рут Ричардсон (енгл. Ruth Richardson) верује да је средње име Картера, Ван Дајк, могло бити асоцијација на Антониса ван Дајка (фламанског сликара), или на име пријатеља његовог оца, такође сликара, Ентони Копли Филдинг Вандајка (енгл. Anthony Vandyke Copleya Fielding).
Од детињства Картер је показивао интересовање за науку и цртање, што су подржавали чланови његове породице. Основно образовање је стекао у Хулу где је завршио и гимназију, пре него што се преселио у Лондон на студије медицине у клиници Сент Џорџ. Од новембра 1852. до фебруара 1853, Картер је студирао у Паризу.
У јуну 1853, Картер је постао студент хумане и компаративне анатомије на Краљевском колеџу хирурга, где је радио са Ричардом Овеном и Џоном Томасом Куекетом. Картер је радио и као демонстратор анатомије, настојећи да додатним радом помогне својим наставницима у очигледној настави. Један од веома необичних послова који му је дат био је да наслика женку мравоједа из Зоолошког врта у Лондону. Како је то Картер успешно обавио, Ричард Овен је за своја предавања посвећена анатомији егзотичних врста сисара користио илустрације које је нацртао Картер. Године 1852. Картера је постао члан Краљевског колеџа хирурга.
У јануару 1858. Картер се отселио у Бомбај где је у Медицинској служби радио као хируршки асистент. Марта исте године отишао је у Индију, где је доби распоред у оружаним снагама Индије, и војни распоред у граду Мхов.
Маја 1858. Картер је постао професор анатомије и физиологије на Грантовом Медицинском факултету. На том положају остао је до 1863. Такође је радио у болници (данас Болница Џамасета Џи Џиџибхаја енгл. Jamsetjee Jheejeebhoy Hospital), а радио је и као кустос у Музеју Грантовог Медицинског факултета. Током 1863. је послат на службу у град Гаол у округу Сатара.
Године 1870, Картер је унапређен у хирурга, а исте године у хирурга мајора. Хирург-потпуковник је постао након унапређења у чин потпуковник 1878, а бригадни-хирург 1882, након унапређен у чин команданта бригаде.
Године 1872, Картеру је одобрен одмор и он се враћа у Европу. Део одмора искористио је да посети истраживаче губе у Норвешкој, Италији, Грчкој, Алжиру, на Криту, у Сирији и Анадолији (јер се између осталог бавио и истраживањем губе тада познате под разним именима). Године 1875, вратио се у Индију, где је упућен на полуострво Катхијавар и након краћег времена боравка на њему, објавио извештај о губи код становништва овог подручја.
Од 1876. Картер је радио у болници Гокулдаса Тедзпала у Мумбаију. У то време је био и секретар а потом председник, Бомбајског медицинског друштва и Друштва физичара и декан Медицинског факултета Универзитета у Бомбају.
Са Хенријем Грејом и другим лекарима Хенри је почео да сарађује између 1852. и 1856. када је нацртао илустрације за данас познату илустровану Грејову анатомију. Издавачи првог издања желели су да да књигу прикажу као заједничко ауторско дело Картера и Хенрија, јер су његов илустрације имале за издавача исту важност као и текст, али Греј се томе успротивио.
Картер је отишао у пензију 1888, да би нешто касније био именован за „Почасног заменика главног хирурга и почасног хирурга Краљице“ енгл. Honorary Deputy Surgeon-General and Honorary Surgeon to the Queen.
Године 1890, Картер се оженио 25 година млађом женом, Мери Робинсон, са којом је имао двоје деце, Хенри Робинсон Картер и Мери Маргарет Картер. Хенри Ван Дајк Картер је умро 4. маја 1897. од туберкулозе у Скарборугу, Северни Јоркшир, где је и сахрањен на месном гробљу у породичној гробници. Читуље о његовој смрти обнјављене су у Британском медицинском журналу и Ланцету.